# Antonín Kozohorský
Antonín Kozohorský (3. října 1912 – 26. února 1992) byl československý fotbalista, obránce.

## Fotbalová kariéra
Hrál za SK Kladno (1934–1940), poté přestoupil do pardubické Explosie Semtín, kde hrál do sezóny 1945/1946 druhou nejvyšší soutěž. V lize odehrál 106 utkání.